# イリアン・ストヤノフ
イリアン・ストヤノフ（ブルガリア語: Илиян Стоянов、1977年1月20日 - ）は、ブルガリア・キュステンディル出身の元サッカー選手、指導者。

## 人物
ブルガリア代表にも選出されたセンターバック。母国ではКоловати（Collovati）の愛称で呼ばれている。
強いキャプテンシーを持ち、ディフェンダーでありながら、優れたボールコントロール技術の持ち主であり、最後尾からのロングパスを多用するビルドアップや鋭いオーバーラップを得意としている。その脅威から相手FWからマンツーマンでマークされることも少なくない。橋本英郎は、自身のキャリアで対戦して衝撃を受けた選手11人の1人に名前を挙げた。
そのテクニックを活かしMF（ボランチ）でも起用される。ブルガリア時代は左SBとしてもプレー。CBとしては珍しいFKの名手。

## 経歴

### 現役時代
1995年、CSKAソフィアに入団。その後レフスキ・ソフィア等でプレーし、ブルガリア代表ではEURO2004で2試合に出場した。ドイツワールドカップ予選にも出場した。
2005年3月からジェフユナイテッド市原・千葉に所属、開幕戦の名古屋グランパス戦でJリーグデビュー、7月18日の大宮アルディージャ戦で初ゴールを決めた。イビチャ・オシム監督の下でリベロとしてプレーし中心選手として活躍、同年ナビスコカップ決勝のガンバ大阪戦でも先発し、チーム史上初タイトルの獲得に貢献した。
2007年6月、アマル・オシム監督に対して批判的な発言を行い、それがスポーツ新聞により報道された。これに対し千葉フロントは、同年6月16日ストヤノフを謹慎処分とし、同月17日対ヴァンフォーレ甲府戦に出場させないことを発表。同月22日付けで謹慎処分は解除されたが、同月27日残留させないことを決定、事実上の解雇通告を受けた。理由は「監督に対する批判を外部に行い、再三の説得に応じず謝罪を拒否した行為を、著しい規律違反と判断したため」。その後、7月23日付けで契約解除が発表された。
同年8月12日、ダリオ・ダバツらのケガで代役のディフェンダーの獲得を狙っていたサンフレッチェ広島と契約、MFとしてプレー した後、本来のリベロでプレーするもののJ2に降格してしまう。同年の天皇杯では決勝進出に貢献した。降格により退団が予想されたが、「自分を苦しい時に拾ってくれたクラブを去るわけにはいかない。」と残留表明をする。以降、リベロとして中心選手として攻守にわたり活躍した。
2009年2月、スタニミル・ストイロフがブルガリア代表監督に就任、経験のあるDFとして指名され4年ぶりに代表に選出され、2010 FIFAワールドカップ・ヨーロッパ予選にレギュラーとして出場した。2010年8月にも代表に選出された。しかし、代表選出の影響で怪我が続き安定して出場できなかったため、サンフレッチェ広島では、2010年末に構想外となった。
2011年は、J2・ファジアーノ岡山に移籍。チームがこの年から戦術を3バックに変更したこともあり、ディフェンスラインの中央で起用された。多くのプレースキックを担当しチームトップの8アシストを挙げる など攻撃面では貢献したが、開幕戦で怪我をした 影響もありコンディションが上がらず、シーズン終盤の4試合と天皇杯では出番を失った。同年末を持って現役引退する。延期されていたJ2第6節、10月19日開催のガイナーレ鳥取戦でのゴールが現役ラストゴールとなった。

## 引退後
2012年から、広島でレストラン経営 と若年層サッカー指導者として活躍している。またフットサルチームのdios hirosima（ディオス・ヒロシマ）を立ち上げ、広島県フットサルリーグ3部で活動しながら、欧州サッカー連盟の監督ライセンス獲得を目指している。
2014年3月末をもって広島の店をたたみ、以前からの熱心な勧誘を受けて山口県東部へ活動拠点を移転し周南市周辺を活動範囲として"FCストヤノフサッカーアカデミー"を開校している。なお店舗はプロデュースの形で徳山駅前にレストランを開店している。
2021年10月6日、カマタマーレ讃岐トップチームのコーチに就任した が、シーズン終了後に退任。
2023年に相生学院サッカー部のコーチに就任。

## 個人成績
| 国内大会個人成績 | 国内大会個人成績                | 国内大会個人成績 | 国内大会個人成績 | 国内大会個人成績 | 国内大会個人成績          | 国内大会個人成績 | 国内大会個人成績 | 国内大会個人成績 | 国内大会個人成績 | 国内大会個人成績 | 国内大会個人成績 |
| 年度             | クラブ                          | 背番号           | リーグ           | リーグ戦         | リーグ戦                  | リーグ杯         | リーグ杯         | オープン杯       | オープン杯       | 期間通算         | 期間通算         |
| 年度             | クラブ                          | 背番号           | リーグ           | 出場             | 得点                      | 出場             | 得点             | 出場             | 得点             | 出場             | 得点             |
| ブルガリア       | ブルガリア                      | ブルガリア       | ブルガリア       | リーグ戦         | リーグ戦                  | リーグ杯         | リーグ杯         | オープン杯       | オープン杯       | 期間通算         | 期間通算         |
| ---------------- | ------------------------------- | ---------------- | ---------------- | ---------------- | ------------------------- | ---------------- | ---------------- | ---------------- | ---------------- | ---------------- | ---------------- |
| 1995-96          | CSKAソフィア                    |                  | Aグルパ          | 3                | 0                         |                  |                  |                  |                  |                  |                  |
| 1996-97          | ヴェルブジド・ キュステンディル |                  | Aグルパ          | 17               | 0                         |                  |                  |                  |                  |                  |                  |
| 1997-98          | ヴェルブジド・ キュステンディル |                  | Aグルパ          | 27               | 1                         |                  |                  |                  |                  |                  |                  |
| 1998-99          | ヴェルブジド・ キュステンディル |                  | Aグルパ          | 22               | 1                         |                  |                  |                  |                  |                  |                  |
| 1999-00          | ヴェルブジド・ キュステンディル |                  | Aグルパ          | 22               | 1                         |                  |                  |                  |                  |                  |                  |
| 2000-01          | レフスキ・ソフィア              |                  | Aグルパ          | 20               | 1                         |                  |                  |                  |                  |                  |                  |
| 2001-02          | レフスキ・ソフィア              |                  | Aグルパ          | 25               | 0                         |                  |                  |                  |                  |                  |                  |
| 2002-03          | レフスキ・ソフィア              |                  | Aグルパ          | 19               | 1                         |                  |                  |                  |                  |                  |                  |
| 2003-04          | レフスキ・ソフィア              |                  | Aグルパ          | 18               | 0                         |                  |                  |                  |                  |                  |                  |
| 2004-05          | レフスキ・ソフィア              |                  | Aグルパ          | 8                | 0                         |                  |                  |                  |                  |                  |                  |
| 日本             | 日本                            | 日本             | 日本             | リーグ戦         | リーグ戦                  | リーグ杯         | リーグ杯         | 天皇杯           | 天皇杯           | 期間通算         | 期間通算         |
| 2005             | 千葉                            | 5                | J1               | 30               | 1                         | 8                | 0                | 2                | 0                | 40               | 1                |
| 2006             | 千葉                            | 5                | J1               | 26               | 0                         | 10               | 0                | 0                | 0                | 36               | 0                |
| 2007             | 千葉                            | 5                | J1               | 9                | 1                         | 4                | 0                | -                | -                | 13               | 1                |
| 2007             | 広島                            | 2                | J1               | 13               | 0                         | -                | -                | 5                | 0                | 18               | 0                |
| 2008             | 広島                            | 2                | J2               | 32               | 2                         | -                | -                | 4                | 0                | 36               | 2                |
| 2009             | 広島                            | 2                | J1               | 23               | 4                         | 3                | 1                | 0                | 0                | 26               | 5                |
| 2010             | 広島                            | 2                | J1               | 17               | 0                         | 2                | 0                | 1                | 0                | 20               | 0                |
| 2011             | 岡山                            | 5                | J2               | 26               | 2                         | -                | -                | 0                | 0                | 26               | 2                |
| 通算             | ブルガリア                      | ブルガリア       | Aグルパ          | 181              | 5\|\|\|\|\|\|\|\|\|\|\|\| |                  |                  |                  |                  |                  |                  |
| 通算             | 日本                            | 日本             | J1               | 118              | 6                         | 27               | 1                | 8                | 0                | 153              | 7                |
| 通算             | 日本                            | 日本             | J2               | 58               | 4                         | -                | -                | 4                | 0                | 62               | 4                |
| 総通算           | 総通算                          | 総通算           | 総通算           | 357              | 15                        | 27               | 1                | 12               | 0                | 396              | 16               |

- 2005年3月5日 - Jリーグ初出場 - 名古屋グランパスエイト戦(瑞穂陸上競技場)
- 2005年7月18日 - Jリーグ初ゴール - 大宮アルディージャ戦(市原臨海競技場)
- 2005年 Jリーグベストイレブン

その他の公式戦
- 2007年
  - J1・J2入れ替え戦 2試合0得点
- 2008年
  - XEROX SUPER CUP 1試合0得点

| 国際大会個人成績 | 国際大会個人成績 | 国際大会個人成績 | 国際大会個人成績 | 国際大会個人成績 |
| 年度             | クラブ           | 背番号           | 出場             | 得点             |
| AFC              | AFC              | AFC              | ACL              | ACL              |
| ---------------- | ---------------- | ---------------- | ---------------- | ---------------- |
| 2010             | 広島             | 2                | 3                | 1                |
| 通算             | AFC              | AFC              | 3                | 1                |

その他の国際公式戦
- 2006年
  - A3チャンピオンズカップ 1試合0得点

## 代表歴

### 試合数
- 国際Aマッチ 40試合（1998年-2010年）[27]

| ブルガリア代表 | 国際Aマッチ | 国際Aマッチ |
| 年             | 出場        | 得点        |
| -------------- | ----------- | ----------- |
| 1998           | 2           | 0           |
| 1999           | 5           | 0           |
| 2000           | 4           | 0           |
| 2001           | 2           | 0           |
| 2002           | 1           | 0           |
| 2003           | 5           | 0           |
| 2004           | 9           | 0           |
| 2005           | 3           | 0           |
| 2006           | 0           | 0           |
| 2007           | 0           | 0           |
| 2008           | 0           | 0           |
| 2009           | 6           | 0           |
| 2010           | 3           | 0           |
| 通算           | 40          | 0           |

## 指導歴
- 2021年10月 - 同年12月 カマタマーレ讃岐 コーチ
- 2023年 - 相生学院高等学校サッカー部 監督